# Prescott Bush
Prescott Sheldon Bush Sr. (Columbus, 15 maggio 1895 – New York, 8 ottobre 1972) è stato un politico e banchiere statunitense, esponente del Partito Repubblicano e rispettivamente padre e nonno di due presidenti degli Stati Uniti, George H. W. Bush (41º presidente) e George W. Bush (43º presidente). Era anche il nonno dell'ex Governatore della Florida Jeb Bush Fu senatore in rappresentanza del Connecticut e fondatore, con Brown Brothers Harriman, ed anche direttore della Union Banking Corporation.
Bush si stabilì nel Connecticut nel 1925 e vinse le elezioni al Senato nel 1952, sconfiggendo di misura il candidato democratico Abraham Ribicoff. Al Senato, Bush sostenne fermamente il presidente Dwight D. Eisenhower e contribuì a promulgare la legislazione per creare l'Interstate Highway System. Bush vinse la rielezione nel 1956 ma rifiutò di ricandidarsi nel 1962, ritirandosi dal Senato l'anno seguente.

## Biografia
Bush nacque a Columbus, in Ohio, da Flora Sheldon e Samuel Prescott Bush. Samuel Bush fu un dirigente delle ferrovie, successivamente fu presidente di un'azienda dell'industria dell'acciaio e, durante la seconda guerra mondiale, fu un funzionario degli Stati Uniti incaricato di coordinare e assistere le industrie fornitrici dell'esercito.
Bush frequentò la Douglas School a Columbus e successivamente la St. George's School a Newport, Rhode Island, dal 1908 al 1913. Nel 1913, si iscrisse alla Yale University, perpetuando la tradizione di famiglia; quattro generazioni di Bush hanno frequentato Yale. A Yale Prescott Bush fu ammesso nell'organizzazione studentesca giovanile Zeta Psi e nella società segreta Skull and Bones. Prescott Bush frequentò i gruppi universitari sportivi di golf, football e baseball, e fu presidente dello Yale Glee Club.

## Vita militare
Dopo la laurea, Bush servì, durante la prima guerra mondiale, come capitano di artiglieria nella Forza di spedizione americana (1917-1919). Ricevette l'addestramento dal servizio informazioni a Verdun, Francia, e fu subito assegnato ad uno staff di ufficiali francesi. Alternandosi tra servizio informazioni e artiglieria Bush ebbe il suo battesimo del fuoco nell'offensiva di Meuse-Argonne. In un'occasione, che divenne poi un caso, Bush scrisse alla sua famiglia di aver ricevuto una medaglia per il suo eroico comportamento nell'offensiva, e le sue lettere vennero in seguito pubblicate dai giornali di Columbus. Tuttavia, qualche settimana dopo, Bush ritrattò le affermazioni fatte in quelle lettere scrivendo che non aveva ricevuto medaglie. L'affermazione contraria fu fatta in un telegramma nel quale Bush affermava che le sue precedenti lettere erano state scritte "con animo scherzoso" e non era sua intenzione che venissero pubblicate. Flora Sheldon Bush, la madre, scrisse all'Ohio State Journal: "Un telegramma ricevuto da mio figlio, Prescott S. Bush, afferma che egli non è stato decorato, come invece è stato pubblicato dai giornali un mese fa. Egli è terribilmente infastidito che una sua lettera, scritta con animo scherzoso, sia stata male interpretata. Dice che non è un eroe e mi chiede di dirlo a tutti. Apprezzerò la vostra gentilezza di pubblicare questa mia". La lettera apparve nell'Ohio State Journal il 6 settembre 1918.

## Carriera economica
Congedato nel 1919, Prescott Bush andò a lavorare per la Simmons Hardware Company di St. Louis (Missouri). Nel 1923 la famiglia Bush si spostò nuovamente a Columbus, Ohio, dove Prescott Bush lavorò per la Hupp Products Company. Lasciò quasi subito, nel novembre 1923, per diventare il direttore delle vendite della Stedman Products a South Braintree, Massachusetts. Fu in questo periodo che visse nella casa vittoriana al 173 di Adams Street a Milton (Massachusetts), dove nacque suo figlio George H.W. Bush.
Nel 1924, Bush divenne vice presidente della A. Harriman & Co. accanto a suo suocero George Herbert Walker (1875-1953). Suoi colleghi nella azienda erano anche E. Roland Harriman e Knight Woolley, già compagni di università di Bush a Yale e bonesmen della società segreta studentesca Skull and Bones. Sette anni dopo, Bush fu partner della Brown Brothers Harriman & Co. creata nel 1931 dall'unione tra Brown Bros. & Co. (una banca commerciale fondata a Filadelfia, Pennsylvania nel 1818) e Harriman Brothers & Co. (fondata a New York nel 1927).
Nel 1925, Bush entrò nella United States Rubber Company di New York in qualità di manager della divisione esteri e andò a vivere a Greenwich, Connecticut.
Dal 1944 al 1956, Bush fu membro della Yale Corporation, il principale organo di governo della Yale University. Bush fu nel consiglio di direzione della CBS, essendo stato introdotto al presidente William S. Paley nel 1932 dal suo caro amico e collega William Averell Harriman, che in seguito divenne un'importante personalità del Partito Democratico.

## Carriera politica
Bush fu un tipico Repubblicano del New England del suo tempo; come ex banchiere, era a favore di un'economia di tipo conservativo, ma aveva molte idee considerate oggi moderate. Fu alla American Birth Control League già dal 1942, e fu tesoriere nella prima campagna nazionale di Planned Parenthood nel 1947. Bush fu un sostenitore della prima ora dello United Negro College Fund, servendo come presidente della sezione del Connecticut nel 1951.
Da 1947 al 1950, fu direttore finanziario del Partito Repubblicano del Connecticut, e fu il candidato dei Repubblicani al Senato degli Stati Uniti nel 1950. Uno dei suoi oppositori politici di quel periodo, la repubblicana Vivien Kellems, affermò che la candidatura di Bush era un tentativo nascosto di sabotaggio politico in favore di William Benton, il candidato del Partito Democratico. Un giornalista di Boston disse che Bush "is coming on to be known as President Truman's Harry Hopkins. Nessuno conosce Mr. Bush, e non ha la minima chance." Inoltre, il legame di Bush con il Planned Parenthood urtò la comunità cattolica del Connecticut, e fu alla base di una campagna dell'ultimo minuto contro di lui, svolta nelle chiese dai suoi oppositori; la famiglia Bush negò vigorosamente il legame, ma Bush perse contro Benton per soli 1.000 voti.
Nel 1952, fu eletto al Senato, battendo Abraham Ribicoff per il seggio vacante a causa della morte di James O'Brien McMahon. Leale sostenitore del Presidente Dwight D. Eisenhower, Bush fu Senatore fino al 1963. Fu rieletto nel 1956 con il 55% di voti contro il democratico Thomas J. Dodd (in seguito Senatore del Connecticut e padre dell'attuale Senatore del Connecticut, Christopher J. Dodd), e nel 1962 decise di non ricandidarsi. Fu un alleato chiave per il passaggio dell'Eisenhower's Interstate Highway System, e durante la sua carica supportò il progetto Polaris (scafi costruiti dalla Electric Boat Corporation di Groton (Connecticut)), la legislazione sui diritti civili, e la costituzione dei Peace Corps.
Il 2 dicembre 1954, fu parte della larga maggioranza (67-22) che censurò il Senatore del Wisconsin Joseph McCarthy, dopo che il Senatore se la prese con l'Esercito degli Stati Uniti e l'Amministrazione Eisenhower. Dwight D. Eisenhower in seguito incluse il nome di Bush in una lista, non datata e scritta a mano, di candidati che egli favorì nella candidatura presidenziale del 1960.
La politica moderata di Bush si complicò nel tempo. Spesso fu d'accordo col governatore di New York Nelson Rockefeller, ma non gli piaceva personalmente e politicamente ne era avversario, nonostante la stretta amicizia che suo padre aveva con la famiglia Rockefeller. Durante le elezioni presidenziali del 1964, Bush denunciò Rockefeller per aver divorziato dalla prima moglie per sposare una donna di 20 anni con la quale aveva una storia mentre era ancora sposato. Bush fu anche in fiera e leale amicizia con la famiglia Kennedy, in particolare col nonno materno immigrato irlandese del presidente John F. Kennedy, John "Honey Fitz" Fitzgerald.

## Vita privata

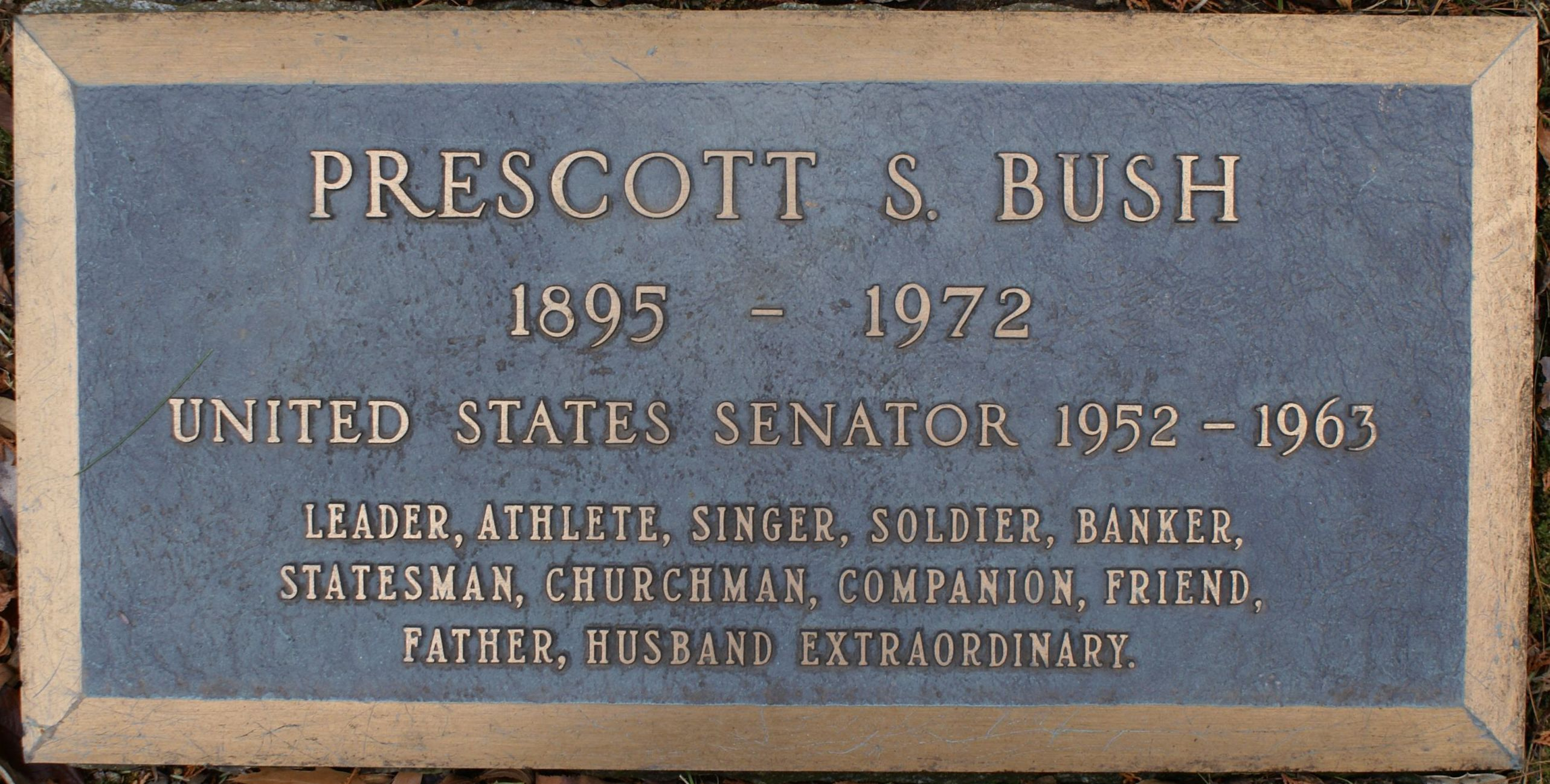
La targa della tomba di Prescott Bush

Bush sposò Dorothy Walker il 6 agosto 1921 a Kennebunkport, nel Maine. Ebbero cinque figli: Prescott "Pressy" Bush, Jr. (1922-2010), George H. W. Bush, che prese il nome dal padre di Dorothy (George Herbert Walker), Nancy Bush (1926-2021), Jonathan Bush (1931-2021) e William "Bucky" Bush (1938-2018).
Bush fondò nel 1937 lo Yale Glee Club Associates, un'associazione di ex studenti. Come suo suocero, fu prima membro del comitato esecutivo della United States Golf Association (USGA), servendo successivamente come segretario, vice presidente e infine presidente, il tutto nel periodo 1928-1935. Fu un campione pluriennale del Round Hill Club in Greenwich (Connecticut), e fu nel comitato creato dal sindaco di New York, Robert F. Wagner Jr., per aiutare i New York Mets.
Bush mantenne case in New York, Long Island, e in Greenwich, Connecticut; una casa di famiglia a Kennebunkport, Maine; una piantagione di 10 000 acri (40 km²) in Carolina del Sud; e un'isola al largo della costa del Connecticut, Fishers Island.

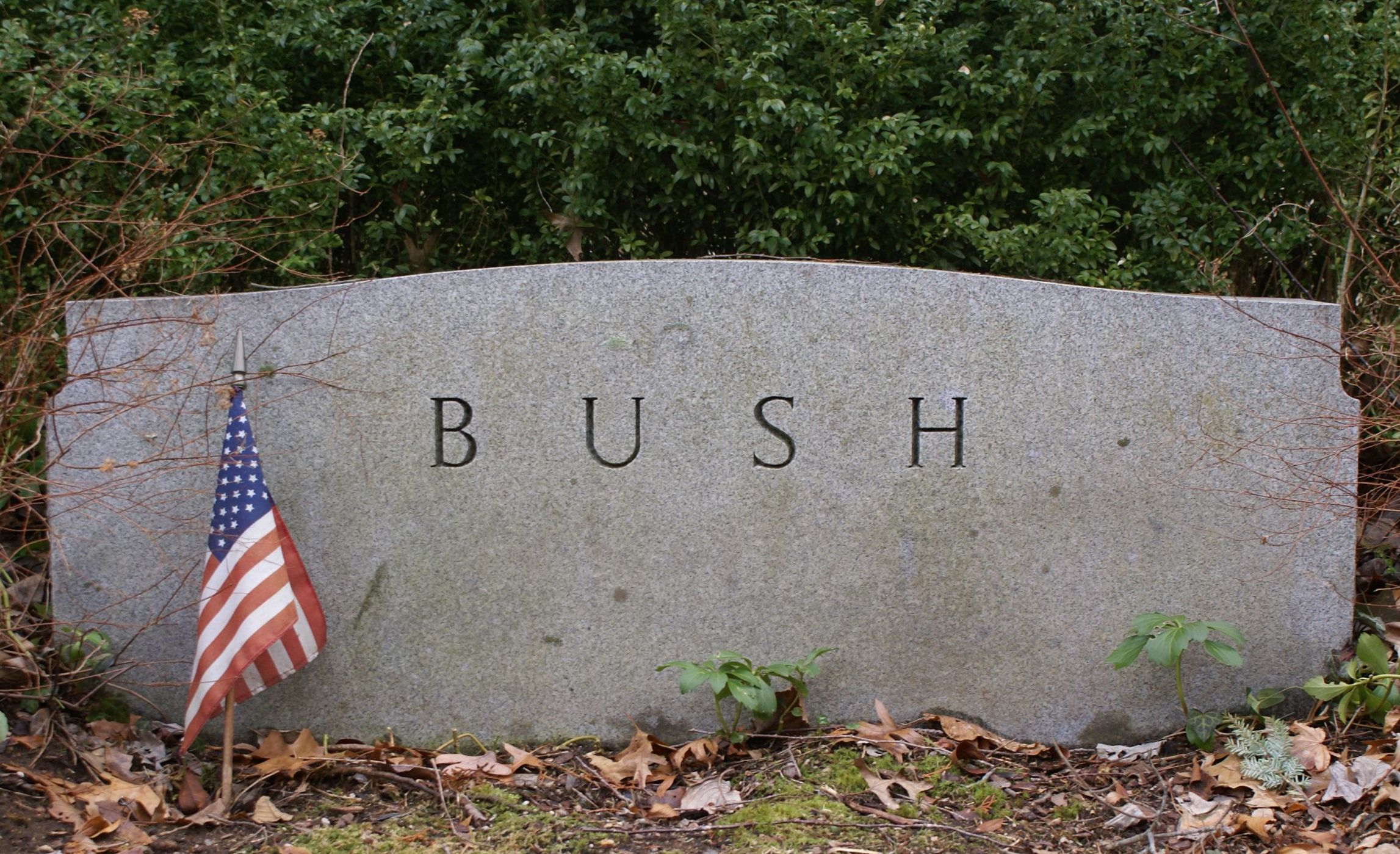
La lapide della tomba di Prescott Bush

Morì nel 1972 all'età di 77 anni e fu inumato nel cimitero Putnam a Greenwich, nel Connecticut.

## Rapporti d'affari con Fritz Thyssen
La Harriman Bank era il principale partner di Wall Street per molte aziende tedesche e i diversi interessi economici negli Stati Uniti di Fritz Thyssen. Thyssen fu uno dei primi finanziatori del Partito Nazista, ma nel 1939 denunciò fortemente la politica di Hitler e fuggì dalla Germania. Fu in seguito incarcerato dai nazisti per la sua opposizione al regime. Le transazioni d'affari con la Germania non furono illegali fino a che Hitler l'11 dicembre 1941 non dichiarò guerra agli Stati Uniti, ma, sei giorni dopo l'Attacco di Pearl Harbor, il presidente Franklin Delano Roosevelt firmò il Trading With the Enemy Act, dopo che fu reso noto che le aziende americane facevano affari con i nemici dichiarati degli Stati Uniti. Il 20 ottobre 1942, il governo degli Stati Uniti ordinò il sequestro delle operazioni bancarie tedesche in New York. Il Roosevelt's Alien Property Custodian, Leo T. Crowley, firmò il Vesting Order numero 248 per il sequestro delle proprietà agli effetti del Trading with the Enemy Act. L'ordine citò solo la Union Banking Corporation (UBC), della quale Bush era un dirigente e possedeva una sola azione. Fox News ha diffuso informazioni relative a materiale recentemente declassificato relativo a questo argomento, in accordo ad un documento firmato da Homer Jones, capo della divisione di investigazione e ricerca dell'ufficio del Alien Property Custodian, un'agenzia attiva nel periodo della seconda guerra mondiale. Dal 1941 Thyssen non ebbe più il controllo del suo impero economico, che finì nelle mani del governo nazista.
- E. Roland Harriman - 3991 quote
- Cornelis Lievense - 4 quote (banchiere di New York)
- Harold D. Pennington - 1 quota (impiegato da Prescott Bush alla Brown Brothers Harriman)
- Ray Morris - 1 quota (un socio d'affari delle famiglie Bush e Harriman)
- Prescott S. Bush - 1 quota (Direttore dell'UBC; socio di gestione per E. Roland Harriman e Averell Harriman)
- H.J. Kouwenhoven - 1 quota (organizzazione dell'UBC per Von Thyssen, gestione dell'UBC in Olanda)
- Johann G. Groeninger - 1 quota (Dirigente d'industria tedesco)

Gli interessi finanziari di Harriman sequestrati per gli effetti della legge nell'ottobre e nel novembre del 1942 includevano:
- Union Banking Corporation (UBC) (per Thyssen e Brown Brothers Harriman).
- Dutch-American Trading Corporation (con Harriman)
- the Seamless Steel Equipment Corporation (con Harriman)
- Silesian-American Corporation (questa azienda era comproprietà di un'entità tedesca; durante la guerra i tedeschi tentarono di prendere il controllo completo dell'azienda. In reazione, il governo americano sequestrò le azioni di minoranza tedesche, lasciando ai soci americani il compito di gestire gli affari).

Questi elementi furono gestiti dal governo degli Stati Uniti per la durata della guerra, per poi essere restituiti. UBC fu liquidata nel 1951.
Toby Rogers ha affermato che i legami di Bush con l'azienda Silesian-America Corporation (e con Thyssen e Flick) lo rendono complice della riduzione in schiavitù di molti uomini ai fini del lavoro in miniera in Polonia, nel campo di Auschwitz. Tuttavia il fatto che Thyssen fuggì dalla Germania prima che Hitler invadesse la Polonia ed organizzasse i lavori forzati in miniera rende molto difficile la sostenibilità dell'affermazione di Toby Rogers.
Alcuni documenti nei National Archives, inclusi dei documenti di Harriman, dimostrano la continua relazione tra Brown Brothers Harriman e l'esiliato antinazista tedesco Thyssen, e alcuni dei suoi investimenti in Germania furono attivi fino alla sua morte nel 1951. Due ex-deportati nei campi di lavoro polacchi citarono in giudizio per danni a Londra il governo federale degli Stati Uniti d'America, per l'ammontare di 40 miliardi di dollari. Il giudice Rosemary Collier chiuse un'azione legale di gruppo aperta negli Stati Uniti nel 2001, citando il principio della sovranità dello Stato.
I legami di Prescott Bush con l'industria delle armi deriva dal padre Samuel P. Bush, che lavorò per la Buckeye Steel Castings Company che fabbricava binari per le ferrovie, canne di fucili e pistole, e rivestimenti per granate per la Remington Arms.

## Il presunto complotto per deporre Franklin D. Roosevelt
Il 23 luglio 2007, il canale 4 della radio della BBC, in un episodio della serie Document, riferisce del cosiddetto Business Plot e dei documenti ritrovati negli archivi nazionali americani durante le indagini del McCormack-Dickstein Committee. La trasmissione accenna alla direzione di Bush della Hamburg-America Line, un'azienda che il comitato investigava per attività di propaganda filonazista, ed al presunto complotto del 1933, presumibilmente guidato da Gerald MacGuire, per organizzare un colpo militare contro il presidente Franklin D. Roosevelt con l'obiettivo di forzarne le dimissioni (o, in caso di mancata presentazione delle dimissioni, di assassinarlo), e insediare una dittatura fascista negli Stati Uniti.